# Willem Breuker

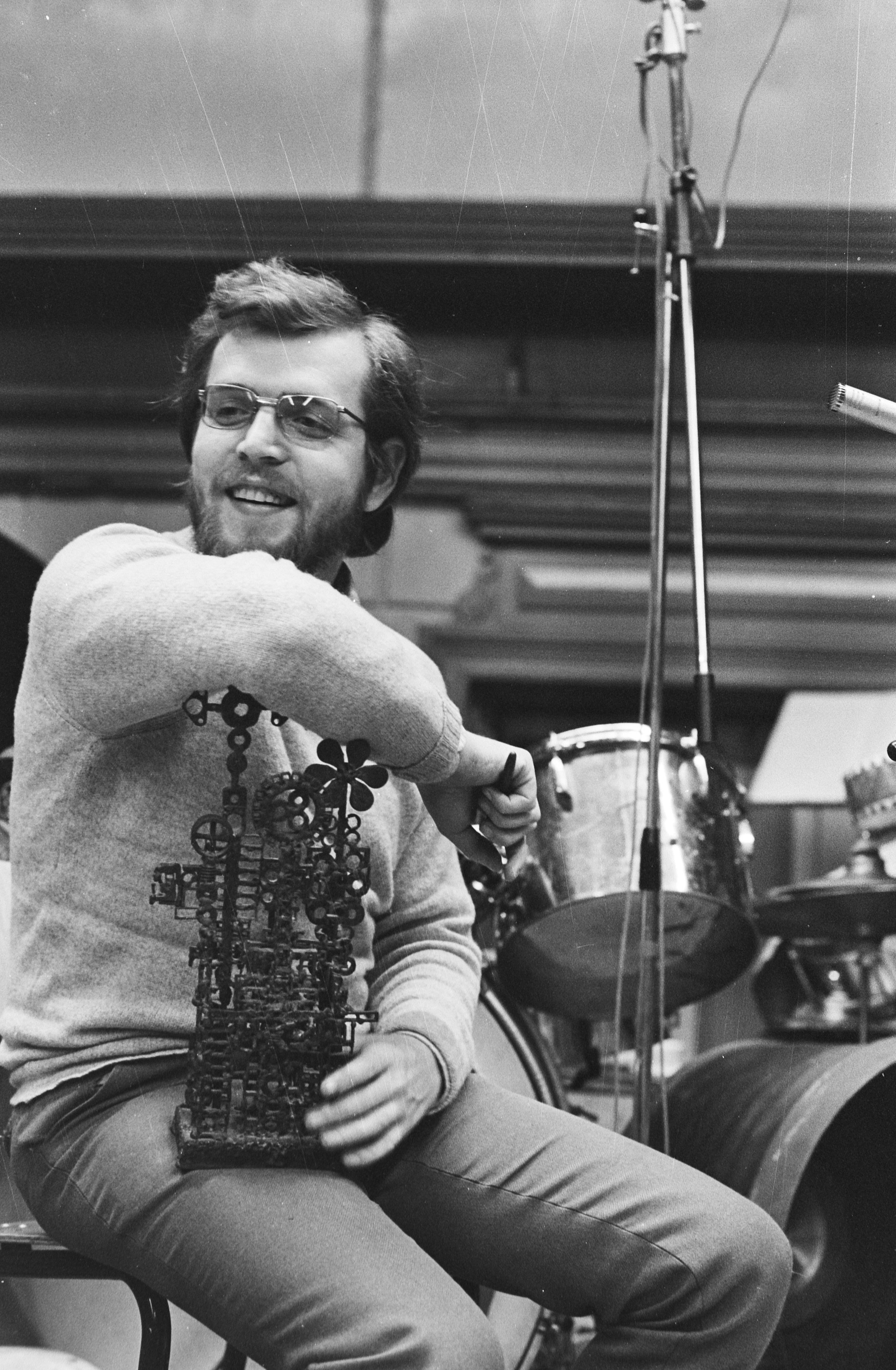
Willem Breuker mit dem Wessel-Ilcken-Preis (1970)

Willem Breuker (* 4. November 1944 in Amsterdam, Nordholland; † 23. Juli 2010 ebenda) war ein niederländischer Jazz-Klarinettist, -Saxofonist, -Komponist und -Bandleader. Er galt neben Misha Mengelberg und Willem van Manen als einer der einflussreichsten niederländischen Musiker im Bereich der improvisierten Musik und des Free Jazz.

## Leben und Wirken
Breuker begann als Autodidakt auf der Blockflöte; dann lernte er Klarinette spielen, später Saxophon. 1965 gründete er seine Gruppe Free Jazz Inc. und feierte erste Erfolge auf dem Loosdrechts Jazz Concours 1966. Gemeinsam mit Han Bennink und Misha Mengelberg gründete er im gleichen Jahr das Label Instant Composers Pool, um eigene Platten zu veröffentlichen. Auch gehörte er zur ersten Besetzung des Globe Unity Orchestra. Sein Anfang der 1970er Jahre gegründetes Willem Breuker Kollektief, eine zehnköpfige Jazzband, ist die bekannteste europäische Jazz-Showband. Die meisten Konzerte der Band sind mit immer neuen Musikclownerien durchsetzt.
In der Tradition von Kurt Weill hat sich Breuker stets als „eingreifender“ Musiker begriffen: Er begann in den Sechzigerjahren mit aktionistisch orientierten und sozial engagierten Musik-Performances; er gewann – vor allem als Komponist von Schauspielmusiken und als Musiker bei Theaterproduktionen – eine beachtliche Flexibilität im Umgang mit den szenisch-musikalischen Mitteln und Möglichkeiten. Obgleich auch in der Tradition der neuen europäischen Improvisationsmusik stehend, changiert er in seinen Stücken zwischen Opernarie und Schlager, Tango und Marsch, Orchestersuite und Dreigroschenmusik. Material seiner Lieblingskomponisten Duke Ellington, Ennio Morricone, George Gershwin und immer wieder Kurt Weill fließt in seine Stücke ein, die in geschickten Arrangements ausreichend Platz für gehaltvolle musikalische Improvisation, aber auch für Ulk und Klamauk lassen.
Sein eigener Weg als Komponist wurde erstmals 1966 in Litanie deutlich, 1967 dann in der Musik für drei Drehorgeln und in einem 1968 mit Mengelberg gemeinsam verfassten Mozart-Stück. Der Durchbruch zur echten musiktheatralischen Neuerung kam 1972 mit dem Auftragswerk Kain en Abel, das er mit Lodewijk de Boer für das Holland Festival schrieb. Sein Stück Anthologie (1975) wendet sich bewusst gegen die Ideologie der Avantgarde.
Breuker ist im Laufe seiner Karriere mit zahlreichen international renommierten Musikern wie Gunter Hampel, Jeanne Lee, Anthony Braxton, Peter Brötzmann (Machine Gun 1968), Han Bennink, Hannes Zerbe, Michel Waisvisz, Gisela May, Jan Menu, Soesja Citroen und Alexander von Schlippenbach aufgetreten und hat zahlreiche Schallplatten eingespielt.
Willem Breuker hat das musikereigene Label BVhaast (deutsch: „Eile GmbH“) ins Leben gerufen, auf dem er nicht nur eigene Musik veröffentlichte, sondern auch Musik von anderen, vorwiegend niederländischen Musikern.
Im Jahr 1999 veröffentlichte BVhaast das Buch Willem Breuker Kollektief: Celebrating 25 Years on the Road, das zwei CDs enthält.
Am 23. Juli 2010 starb Willem Breuker an Lungenkrebs. Er hinterließ seine Lebensgefährtin, die Schauspielerin Olga Zuiderhoek.

## Filmografie (Auswahl)
- 1972: Woyzeck
- 1977: Blindgänger (Blindgangers)
- 1978: Der flache Dschungel (De platte jungle)
- 1979: Liebe ohne Skrupel (Twee frouwen)
- 1983: Der Illusionist (De Illusionist)
- 1984: Inmitten von Deutschland
- 1986: I love Dollars
- 1985: Der Eissalon (De ijssalon)

## Auszeichnungen
1970 erhielt er den Wessel Ilcken Prijs und 1993 den Boy-Edgar-Preis (Jazzpreis der Niederlande). Seine Suite De achtelijke Klokkemaker („Der verrückte Uhrmacher“), die sein Kollektief aufführte, wurde 1974 mit dem Vermeulen-Preis der Stadt Amsterdam ausgezeichnet. Zwischen 1986 und 1989 dominierte Breuker die Rubriken der Down-Beat-Kritikerpolls als beachtenswertes Talent als Arrangeur, Komponist und in der Rubrik Big Band. Beim North Sea Jazz Festival 1988 erhielt er den Bird Award. 2005 wurde er von der Jury der Deutschen Schallplattenkritik mit einer Ehrenurkunde ausgezeichnet.

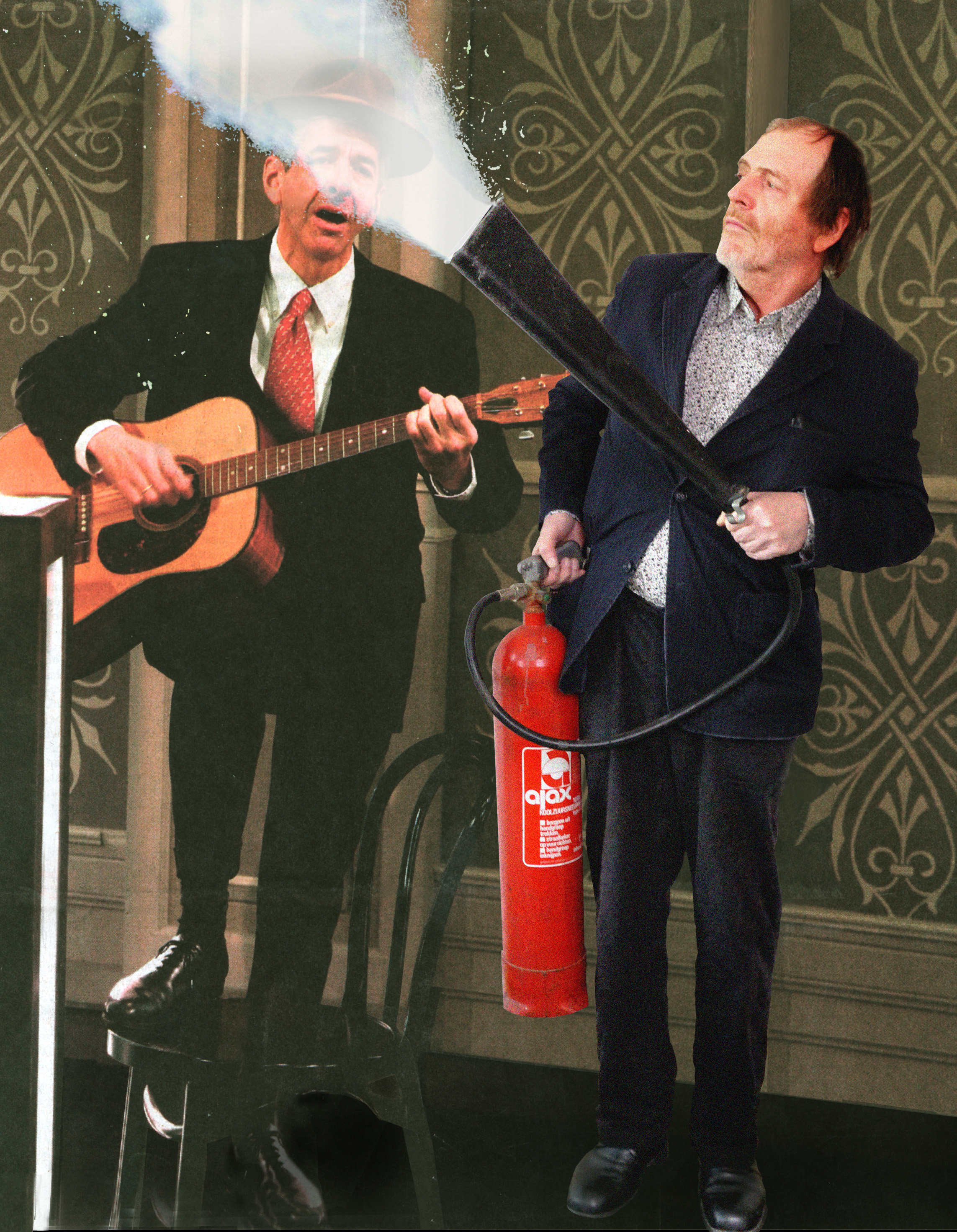
Fotomontage: Willem Breuker begleitet mit einem Feuerlöscher den musikalischen Vortrag von Minister Ronald Plasterk (2009)